# Chez Mangaye
 (décembre 2012).
Si vous disposez d'ouvrages ou d'articles de référence ou si vous connaissez des sites web de qualité traitant du thème abordé ici, merci de compléter l'article en donnant les références utiles à sa vérifiabilité et en les liant à la section « Notes et références ».
Chez Mangaye est une série télévisée comique réunionnaise créée et réalisée par Bruno Cadet et diffusée sur Télé Réunion.

## Distribution
- Didier Mangaye : lui-même
- Nathalie Soubadou : Marta
- Henri Galea : Léonus
- Rocaya Toihiri : Reine May / Mamie

La série intègre aussi quelques personnalités comme :
- Indira Lacour : la touriste toulousaine
- Jean-Claude David : le facteur
- Sully Rivière : le gendarme / Papy Ferrère
- Jean-Pierre Boucher : le chef du gendarme

## Personnages
Mangaye : Mangaye est un personnage drôle et considéré comme oki (sans le sou). Il est le mari de Reine May. Il est aussi le voisin et meilleur ami de Léonus. Aimant la bonne nourriture et la bière dodo, il est très friand des gâteaux patates de Marta et préfère manger les volailles de Léonus au lieu de les acheter (sans forcément lui demander son avis).
Léonus : Léonus est un personnage un peu simple. Il est le mari de Marta. Il est aussi le voisin et meilleur ami de Mangaye. Il a les mêmes goûts culinaires que Mangaye, à savoir la bière dodo et les gâteaux patates de sa femme. Il est aussi très attaché à ses volailles (il leur donne des noms) et refuse catégoriquement de les tuer. Néanmoins, il n'a pas l'air de s'étonner de leur disparition due à Mangaye.
Reine May : Reine May est une femme fière et un peu radine concernant Mangaye, son mari. Elle est très complice avec Marta.
Marta : Marta se remarque principalement à sa corpulence et à son rire. Elle est aussi la femme de Léonus. Elle aime particulièrement cuisiner le gâteau patate, une spécialité réunionnaise très appréciée de Mangaye et Léonus.
Mamie : Mamie est la mère de Reine May et ainsi la belle-mère de Mangaye. Elle veut être à la pointe de la technologie (ADSL et écran plat), même si Mangaye et Léonus ne comprennent pas forcément ses exigences.
Indira Lacour : Indira est une touriste toulousaine qui a fait sa première apparition dans l'épisode Run Gite. Elle est venue à La Réunion pour effectuer les différents sports proposés (canyoning, parapente et rafting). On apprend aussi son homosexualité dans l'épisode Kafé Criye.

## Commentaires
Cette série bénéficie d'un immense succès sur l'île . La série a eu un petit retentissement en métropole lorsque cinq épisodes ont été consacrés à la psychose qui entourait l'épidémie de chikungunya qui ravageait l'île à cette époque. Le réalisateur et les acteurs avaient voulu ainsi dédramatiser le virus en se moquant du ladilafé.
En juillet 2006, les épisodes de cette série continuent sans l'acteur principal Didier Mangaye, qui décide de quitter l'équipe. L'affaire est relayée dans les journaux de l'île.
Depuis la rentrée scolaire 2006, la diffusion de cette série a cessé et a laissé place à Marta et Léonus. En 2011, le réalisateur Bruno Cadet lance une nouvelle série péi dans la même veine, Le Boui-Boui.